# Piotroch

Piotroch

Piotroch (Petrorch, Pietroch, Pietrorch, Pietrorche, Kunter, Leliwa odmienny) – kaszubski herb szlachecki, według Przemysława Pragerta odmiana herbu Leliwa.

## Opis herbu
Opis z wykorzystaniem zasad blazonowania, zaproponowanych przez Alfreda Znamierowskiego:
W polu błękitnym półksiężyc z twarzą (okiem w prawo) srebrny, nad którym gwiazda złota. Klejnot: nad hełmem bez korony samo godło. Labry błękitne podbite srebrem.

## Najwcześniejsze wzmianki
Po raz pierwszy herb pojawił się na mapie Pomorza Lubinusa z 1618 (pod nazwą Kuntere). Następnie przytaczany przez herbarze Bagmihla (Pommersches Wappenbuch) i Nowego Siebmachera.

## Rodzina Piotrochów
Rodzina drobnych panków, nazwisko biorąca od imienia Piotr, wywodząca się ze wsi Dziechlino. Protoplastą rodu była prawdopodobnie jeden z Piotrów, właścicieli wsi w 1363 (Petro, Petrasch) i 1400 (Petrasch). Pierwsza wzmianka o rodzinie pochodzi z 1575 (Urban Petrorche), kolejne z 1601 (Mathias Piotroch), 1658 (Martin i Mauritz Pietrochen). Rodzina używała też drugiego nazwiska, Kunter, odnotowanego w latach 1639 i 1671. Z podwójnym nazwiskiem Piotroch Dziechliński zapisani są w księdze sądowej lęborskiej z lat 1721-26. Prawdopodobnie po tym okresie wygaśli. Podobieństwo herbów zdaje się wskazywać na pokrewieństwo tej rodziny z Lostinami, Małszyckimi i Wargowskimi.

## Herbowni
Piotroch (Petorge, Petroch, Petrochge, Petrorch, Pietrach, Pietroch, Pietrorch, Pietrorche, być może Pietyrog) także z przydomkiem Dziechliński oraz drugim nazwiskiem Kunter.
Identycznego herbu używała rodzina Poklat.